# Евтимов, Христо
Христо Евтимов-Майцата (6 января 1921, София, Болгария — 20 января 2005, София) — болгарский футболист, левый крайний нападающий клубов «Славия (София)» и «Червено знаме (София)».
Футбольную карьеру начал в 1938 году, закончил играть в составе «Славии» в 1954 году.
В 1939, 1941 и 1943 гг. стал трёхкратным чемпионом Болгарии, двукратным победителем Национального Кубка Болгарии в 1943 и 1952 годах. Вице-чемпион страны в 1950 и 1954 гг., бронзовый медалист — в 1940 и 1942 годах.
Единственный матч за сборную Болгарии по футболу сыграл 20 октября 1940 года в Мюнхене против Германии (3:7) и забил в нём 2 гола.
После завершения карьеры много лет работал в клубных молодёжных командах.